# Nackenhörnchen

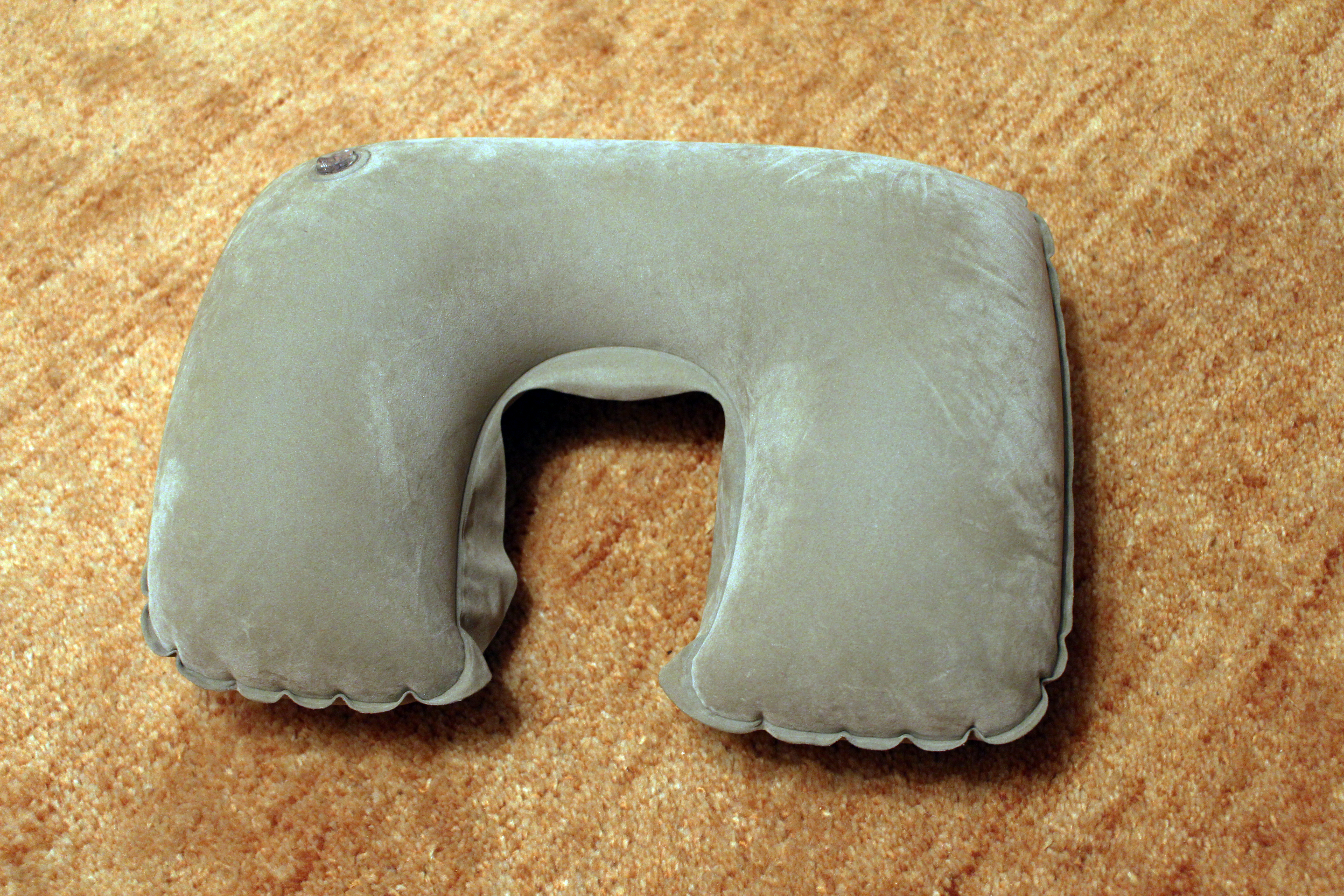
Mit Luft gefülltes Nackenhörnchen

Ein Nackenhörnchen ist ein U-förmiges Kissen zur Stützung des Nackens und des Kopfes. Die Füllung besteht aus Schaumstoff, Luft oder Naturprodukten, etwa Hirsespreu oder Kirschkernen. Nackenhörnchen finden beim Sitzen auf längeren Reisen Verwendung, aber auch im Liegen, ferner als Unterstützung bei Schluckbeschwerden oder anderen Krankheitsbildern.
Das U-förmige Nackenhörnchen gilt als klassische Form des Reisekissens. Es soll insbesondere das Schlafen im Sitzen ermöglichen, beispielsweise im Flugzeug oder bei langen Bahnfahrten. Für das Schlafen im Sitzen kann es hilfreich sein, die geschlossene Rundung nach vorn unter das Kinn zu drehen.
Mittlerweile gibt es diverse Varianten. Bei einem Nackenhörnchen mit integriertem Verstellband kann die Form an den Halsdurchmesser und die Schulterbreite individuell angepasst werden. Diese Erfindung wurde im Jahr 1997 als Gebrauchsmuster geschützt. Eine andere Weiterentwicklung sind Nackenhörnchen mit am Hinterkopf hochgezogener Nackenstütze, die dem Kopf mehr Halt geben. Demselben Zweck dienen Nackenhörnchen mit erhöhter seitlicher Polsterung oder mit zusätzlicher Abstützung des Kinns. Für das Schlafen mit seitlich geneigtem Kopf eignen sich Modelle mit einem zusätzlichen Kissen im Nackenbereich, das nach rechts oder links verlagert werden kann, sowie biegsame Nackenhörnchen, die nach Bedarf seitlich nach oben gebogen werden können. Weiterhin gibt es Reisekissen mit einer eingenähten Stütze, die den ganzen Hals umschließen.